# Sân bay Graz
Sân bay Graz (IATA: GRZ, ICAO: LOWG) cũng gọi là Thalerhof, phục vụ Graz, Áo.

## Vị trí và các đường cất hạ cánh
- Vị trí: 46°59´37"N 15°26´24"E
- Độ cao so với mực nước biển: 337 m
- Đường băng: 17/35 (HDG 348), 3000x45 m, Asphalt

## Giao thông
Sân bay này nằm gần nhà ga xe lửa Flughafen Graz-Feldkirchen (đi bộ mất 4 phút), tuyến xe lửa giữa Graz và Spielfeld-Straß. Thời gian đi từ nhà ga xe lửa chính của Graz đến sân bay mất 12 phút bằng tàu lửa địa phương.

## Lịch sử
Sân bay này được bắt đầu xây năm 1913 với việc xây dựng một đường bằng bằng cỏ và những nhà để máy bay đầu tiên. Chuyến bay đầu tiên tại sân bay này vào năm 1914. Chuyến bay nội địa chở khách đầu tiên ở Áo năm 1925 phục vụ tuyến Viên-Graz-Klagenfurt. Năm 1937 việc xây dựng nhà ga hành khách bắt đầu do lượng khách tăng. Sau chiến tranh thế giới thứ hai, Áo bị cấm sở hữu một độ bay dân sự và quân sự. Sau khi Áo mở cửa vùng trời năm 1951, một đường băng bằng bê tông dài 1500 m được xây dựng, năm 1960 đường băng này được kéo dài thành 2000 m. Mạng lưới các tuyến bay phát triển và chuyến bay quốc tế đầu tiên bắt đầu năm 1966 với tuyến đi Frankfurt. Năm 1969 đường băng được kéo dài thành 2500 m. Năm 1981, máy bay Concorde hạ cánh tại đây và năm 1984. 10 năm sau, một nhà ga với công suất tối đa 750.000 khách đã được xây dựng. Năm 1998, đường băng được kéo dài thành 3000 m.
Đầu thế kỷ 21, số khách/năm đã vượt mức 750.000 và năm 2004 đã đạt mức dưới 900.000 khách. Nhà ga đã được mở rộng năm 2003 và một nhà ga hành khách mới được xây năm 2005.

## Lịch bay mùa hè 2008
- Austrian Airlines
  - Austrian Arrows (Düsseldorf, Linz, Wien)
- InterSky (Berlin-Tempelhof, Friedrichshafen)
- Lufthansa (Frankfurt) 
  - Augsburg Airways (Munich)
  - Contact Air (Stuttgart)
- Eurowings (Frankfurt)
- Niki (Palma de Mallorca)
- Robin Hood Aviation (Zürich)
- Ryanair (Barcelona-Girona, London-Stansted)
- Welcome Air (Gothenburg-Landvetter, Hannover, Innsbruck, Kristiansand, Stavanger)
- TUIfly (Cologne/Bonn)

## Charter flight hè 2008
- Adria Airways (Lubjana, Preveza)
- Aegean Airlines (Rhodi)
- Air Baltic (Riga)
- Austrian Airlines
  - Lauda Air (Antalya, Chania, Corfù, Dalaman, Funchal, Heraklion, Hurghada, Karphatos, Kos, Las Palmas, Monastir, Palma de Mallorca, Rhodi, Samos, Sharm el Sheikh, Tenerife, Thessaloniki, Tunis, Zakynthos)
  - Austrian Arrows (Calvi, Kefalonia, Lamezia Terme, Lemnos, Naxos, Naples, Preveza, Skiathos, Tortolì)
- Croatia Airlines (Brac)
- Eurocypria (Larnaca)
- Freebird (Antalya)
- InterSky (Split)
- Karthago Airlines (Tunis)
- Koral Blue Airlines (Hurghada, Sharm el Sheikh)
- Montenegro Airlines (Podgorica)
- Niki (Antalya, Heraklion, Ibiza, Rhodi)
- SunExpress (Antalya)
- Tunis Air (Monastir)
- Viking Airlines (Heraklion)
- Welcome Air (Olbia)